# Montayral
Montayral ist eine Gemeinde mit 2.667 Einwohnern (Stand: 1. Januar 2022) in Frankreich im Département Lot-et-Garonne in der Region Nouvelle-Aquitaine. Montayral gehört zum Arrondissement Villeneuve-sur-Lot und zum Kanton Le Fumélois.

## Geografie
Der Fluss Lot bildet die nördliche Grenze der Gemeinde Montayral, die im Osten an das Département Lot grenzt. Umgeben wird Montayral von den Nachbargemeinden Fumel im Norden, Soturac im Nordosten, Mauroux im Osten und Südosten, Thézac im Süden und Südosten, Bourlens im Süden, Saint-Georges im Südwesten sowie Saint-Vite im Westen.
Im Gemeindegebiet liegt der Flugplatz Fumel-Montayral.

## Bevölkerungsentwicklung
| 1962 | 1968 | 1975 | 1982 | 1990 | 1999 | 2006 | 2018 |
| ---- | ---- | ---- | ---- | ---- | ---- | ---- | ---- |
| 1668 | 2557 | 3000 | 3200 | 3094 | 2936 | 2971 | 2666 |

## Sehenswürdigkeiten
- Kirche von Perricard aus dem 12./13. Jahrhundert im romanischen Stil
- Kirche Saint-Germain in Montayral aus der ersten Hälfte des 16. Jahrhunderts
- Schloss Perricard
- Schlösser und Herrenhäuser Ladhuie, Cézerac, Salomon und Montayral
- mittelalterliche Wehrmühle Garrigues
- Villa Jean-Paul Geneviève

|  |  |